# Feldberg (Feldberger Seenlandschaft)
Feldberg – dzielnica gminy Feldberger Seenlandschaft w Niemczech, w powiecie Mecklenburgische Seenplatte w kraju związkowym Meklemburgia-Pomorze Przednie. Do dnia 13 czerwca 1999 r. Feldberg był miastem.

## Geografia
Feldberg leży na Pojezierzu Meklemburskim, w pobliżu jezior Schmale Luzin, Breite Luzin, Carwitzer oraz Feldberger Haussee. Liczba mieszkańców to ok. 5 tys.

## Historia
Gród słowiański (VII-IX w.), zachowane na cyplu opodal dawnego grodu ślady prostokątnej budowli z kamienia, prawdopodobnie świątyni słowiańskiej.
Od Feldbergu bierze nazwę typ ceramiki słowiańskiej wyodrębniony przez Ewalda Schuldta (nm. Feldberger Typ, ceramika Feldberg). Również jest stanowiskiem eponimicznym dla tzw. feldbersko-kędrzyńskiej archeol. strefy kulturowej, wyróżniającej mieszkańców Meklemburgii i Pomorza Zach. w początkach średniowiecza.

## Współpraca
- Harsefeld, Dolna Saksonia[3]